# Masatoshi Kushibiki
Masatoshi Kushibiki (jap. 櫛引 政敏 Kushibiki Masatoshi; ur. 29 stycznia 1993 w Aomori) – japoński piłkarz. Obecnie występuje w Fagiano Okayama.

## Kariera klubowa
Od 2011 roku występował w klubach Shimizu S-Pulse, Kashima Antlers i Fagiano Okayama.

## Kariera reprezentacyjna
Został powołany do kadry na Igrzyska Olimpijskie w 2016 roku.